# Tasha Danvers
Tasha Danvers (ur. 19 września 1977 w Lambeth, Londyn) – brytyjska biegaczka specjalizująca się w biegu na 400 metrów przez płotki, brązowa medalistka Igrzysk Olimpijskich w Pekinie.
Od sierpnia 2005 do stycznia 2008 startowała pod nazwiskiem Tasha Danvers-Smith.
W 2012 ogłosiła zakończenie kariery z powodu problemów zdrowotnych.

## Sukcesy
| Rok  | Zawody                         | Miejsce   | Wynik | Konkurencja                | Wynik        |
| ---- | ------------------------------ | --------- | ----- | -------------------------- | ------------ |
| 1999 | Młodzieżowe Mistrzostwa Europy | Göteborg  | 1.    | bieg na 400 m przez płotki | 56,00 sek.   |
| 2000 | Letnie Igrzyska Olimpijskie    | Sydney    | 8.    | bieg na 400 m przez płotki | 55,00 sek.   |
| 2000 | Letnie Igrzyska Olimpijskie    | Sydney    | 6.    | sztafeta 4 × 400 m         | 3.25,67 min. |
| 2001 | Mistrzostwa świata             | Edmonton  | 5.    | sztafeta 4 × 400 m         | 3.26,94 min. |
| 2001 | Uniwersjada                    | Pekin     | 1.    | bieg na 400 m przez płotki | 54,94 sek.   |
| 2003 | Mistrzostwa świata             | Paryż     | 6.    | sztafeta 4 × 400 m         | 3.26,67 min. |
| 2006 | Igrzyska Wspólnoty Narodów     | Melbourne |       | bieg na 400 m przez płotki | 55,17 sek.   |
| 2007 | Mistrzostwa świata             | Osaka     | 8.    | bieg na 400 m przez płotki | 54,94 sek.   |
| 2008 | Letnie Igrzyska Olimpijskie    | Pekin     |       | bieg na 400 m przez płotki | 53,84 sek.   |

## Rekordy życiowe
- bieg na 400 metrów przez płotki – 53,84 s (2008)
- bieg na 100 metrów przez płotki – 12,96 s (2003)
- skok wzwyż – 1,82 m (1998)